# شبه‌جزیره کی
شبه‌جزیره کی (به ژاپنی: 紀伊半島 Kii Hantō)، بزرگ‌ترین شبه‌جزیره در جزیره هونشو در ژاپن است و در منطقه کانسای واقع شده است. این نام از استان باستانی کی یا ولایت کی گرفته شده است. این شبه@جزیره از دیرباز مکانی مقدس در آیین بودا، شینتو و شوگندو بوده است و بسیاری از مردم از سراسر ژاپن به عنوان بخشی از اعمال مذهبی کومانو از آن دیدن می‌کنند.